# Sollana
Sollana (en valencien et en castillan) est une commune d'Espagne de la province de Valence dans la Communauté valencienne. Elle est située dans la comarque de la Ribera Baixa et dans la zone à prédominance linguistique valencienne.

## Géographie

Localisation de Sollana
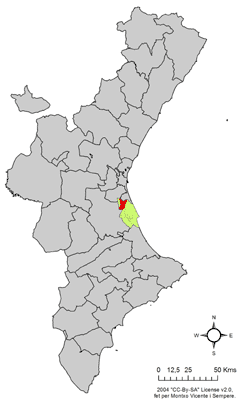
dans la Communauté valencienne.
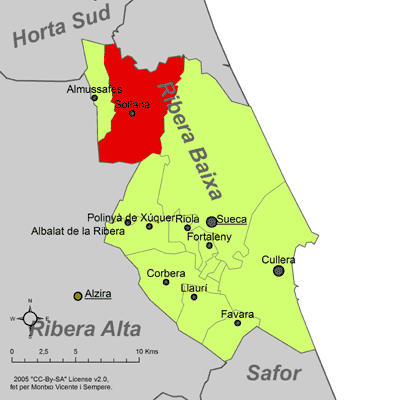
dans la comarque de la Ribera Baixa.

### Localités limitrophes
Le territoire municipal de Ville d'Espagne est voisin de celui des communes suivantes :
Albalat de la Ribera, Algemesí, Alginet, Almussafes, Benifaió, Silla, Sueca et Valence, toutes situées dans la province de Valence.

## Démographie
| 1990  | 1992  | 1994  | 1996  | 1998  | 2000  | 2002  | 2004  | 2005  |
| ----- | ----- | ----- | ----- | ----- | ----- | ----- | ----- | ----- |
| 4.429 | 4.184 | 4.467 | 4.425 | 4.451 | 4.463 | 4.478 | 4.515 | 4.519 |

## Administration
Liste des maires, depuis les premières élections démocratiques.
| Législature | Nom du Maire                                        | Parti politique |
| ----------- | --------------------------------------------------- | --------------- |
| 1979-1983   |                                                     |                 |
| 1983-1987   |                                                     |                 |
| 1987-1991   |                                                     |                 |
| 1991-1995   |                                                     |                 |
| 1995-1999   |                                                     |                 |
| 1999-2003   |                                                     |                 |
| 2003-2007   | Juan Francisco Benito Esteve / Gaspar Sastre Cañada | PAIPSOLAN/PP    |
| 2007-2011   | Alícia Hervás                                       | PSOE            |

### Sources
- (es) Cet article est partiellement ou en totalité issu de l’article de Wikipédia en espagnol intitulé « Sollana » (voir la liste des auteurs).